# 兴盛街道 (盘锦市)
兴盛街道，是中华人民共和国辽宁省盘锦市兴隆台区下辖的一个乡镇级行政单位。

## 行政区划
兴盛街道下辖以下地区：
兴隆社区、兴旺社区、团结社区、兴隆台社区、八里社区、杨家社区、西水湾社区、甜水村和上房村。